# Presedo
Presedo (llamada oficialmente Santa María de Presedo) es una parroquia y una localidad española del municipio de Abegondo, en la provincia de La Coruña, Galicia.

## Organización territorial
La parroquia está formada por diez entidades de población, constando siete de ellas en el nomenclátor del Instituto Nacional de Estadística español:
- A Agra
- Ascarís
- Axilda (A Axilda)
- Barral (O Barral)
- Bedugos (Os Bedugos)
- Brandián
- Campo de Nuestra Señora de la Saleta (Campo da Nosa Señora da Saleta)
- Costa (A Costa)
- Estanco (O Estanco)
- Lama (A Lama)
- Presedo

## Demografía

### Parroquia
| Gráfica de evolución demográfica de Presedo (parroquia) entre 2000 y 2018 |
|                                                                           |
| Datos según el nomenclátor publicado por el INE.                          |

### Localidad
| Gráfica de evolución demográfica de Presedo (localidad) entre 1999 y 2018 |
|                                                                           |
| Datos según el nomenclátor publicado por el INE.                          |